# Jordi Gracia García
Jordi Gracia (Barcelona, 1965) és catedràtic de literatura espanyola a la Universitat de Barcelona i col·laborador d’El País. Ha escrit diversos llibres sobre la història intel·lectual de l’Espanya contemporània. Ha publicat El valor de la disidencia: epistolario de Dionisio Ridruejo, 1933-1975 (2007), La vida rescatada de Dionisio Ridruejo (2008), l’antologia El ensayo español: siglo xx (2009), en coedició amb Domingo Ródenas, i l’assaig A la intemperie: exilio y cultura en España (2010).